# Clarel Neme
Clarel Neme (Rivera (Uruguay), 9 de julio de 1926 - Montevideo, 14 de febrero de 2004), fue un pintor uruguayo de ascendencia libanesa.

## Biografía
En 1943 se instala en Montevideo. En 1955 ingresa a la Escuela Nacional de Bellas Artes donde estudia con Vicente Martín. Obtuvo la beca Carlos María Herrera en 1962 lo que le permitió viajar a Europa.

## Obra
Sus pinturas son poseedoras de una ironía inusual y una técnica apreciable. Creador de mundos poblados de mujeres gordas y personajes burlescos, que generan diálogos con el espectador a través de la mirada. 
A partir de la pintura ironiza sobre aspectos de la sociedad, como las convenciones de la belleza, el consumo, el poder y la seducción.
Sus personajes se muestran en su mundo interior y generalmente con una mirada despreocupada, con expresión apacible.
En 2013 se realizó una exposición retrospectiva en el Museo Nacional de Artes Visuales de Montevideo llamada “Clarel Neme. Una poesía sarcástica en la pintura”, con cuidadosa curaduría de la Prof. Raquel Pontet, donde por primera vez se pudo apreciar el conjunto de su trabajo.

## Premios
1995. Premio Figari
1966. Medalla de bronce. XXX Salón Nacional